# Рой-Намюр (остров)
Рой-Намюр — остров в северной части атолла Кваджалейн на Маршалловых островах. В наше время на острове расположена основная часть испытательного полигона Рейгана.

## История
Германская империя аннексировала Маршалловы острова в 1885 году, но назначила правительство только в 1906 году, оставив дела островов на рассмотрение группы немецких торговых компаний. Согласно Версальскому договору Япония получила право контроля архипелага в 1918 году. Японцы активно колонизировали Маршалловы острова, развивая и укрепляя большие базы на многих из островов. Остатки японских блокпостов и доков до сих пор можно увидеть в разных концах острова Рой-Намюр. Два острова (Рой на западе и Намюр на востоке) были связаны японскими военными узким перешейком из дамб и земляной насыпи.
В битве за Кваджалейн в феврале 1944 года Рой-Намюр был объектом 4-й Морской дивизии США. После того как в декабре 1944 года инженерно-строительные войска ВМС США заполнили пространство между островами, они окончательно соединились в один остров, который получил название Рой-Намюр.
Рой-Намюр был избран Агентством передовых оборонных исследовательских проектов как место пребывания для серии радиолокационных экспериментов под эгидой проекта «Защитник» и проекта «PRESS». Эти эксперименты с использованием радиолокатора имеют целью отличать враждебные ракетные боеголовки от их средств прорыва через исследование размера, формы и скорости объектов, а также рассматривая след, который они оставили в верхних слоях атмосферы. Базируясь на Рой-Намюр, американцы могли использовать тестовые запуски программы «Nike-X» армии США, установленные на острове Кваджалейн и острове Мэк дальше на юг.
В марте 2014 года шестиметровая волна затопила некоторые части острова, перерезав внутренние сообщение.

## Современное положение
Общая площадь острова составляет около одной квадратной мили или 2,6 км2. Рой-Намюр — дом для около 120 американцев и жителей Маршалловых островов, работающих на испытательном полигоне Рейгана.
Рой является основным жилым районом с объектами розничной торговли и отдыха. Занятия на Рой-Намюр состоят из Гольф трассы с девятью лунками, бассейна с морской водой, клуба подводного плавания, кинотеатра, волейбольной и баскетбольной площадок. Международный аэропорт «Freeflight» расположен в западной части острова. Это аэропорт с одной взлетно-посадочной полосой для небольших самолетов, прилетающих из Кваджалейн. Дополнительные дневные рабочие с Маршалловых островов приплывают на пароме с острова Еннибур. На острове Намюр расположены радиолокационные станции слежения и характеристики ракетных боеголовок и их средств прорыва — ALCOR, ALTAIR, MMW и TRADEX.
Также Рой-Намюр есть небольшой стартовый комплекс. Запускаются здесь, как правило, зондирующие ракеты, которые поднимаются за пределы атмосферы, но имеют короткую дальность.